# Route nationale 587 (Belgique)
Pour les articles homonymes, voir Route nationale 587 (homonymie).
La route nationale 587 est une route nationale de Belgique de 4,9 kilomètres qui relie Châtelineau à Montignies-sur-Sambre, via Gilly (à la limite d'intersection avec Jumet & Ransart ). 
Elle est prolongée sur 160 mètres par la N572a à Montignies-sur-Sambre, entre la N29 et la N90.

## Description du tracé

### Communes sur le parcours
- Région wallonne
  -  Province de Hainaut
    - Châtelineau
    - Ransart & Jumet (au voisinage)
    - Gilly
    - Montignies-sur-Sambre